# One Tree Island (Capricorn Group)
One Tree Island är en ö i Australien. Den ligger i delstaten Queensland, omkring 450 kilometer norr om delstatshuvudstaden Brisbane. Arean är 0,12 kvadratkilometer.
Ön ligger på revet One Tree Island Reef. Den är en del av Capricorn Group.
Den sträcker sig 0,6 kilometer i nord-sydlig riktning, och 0,5 kilometer i öst-västlig riktning.